# 雅諾什山

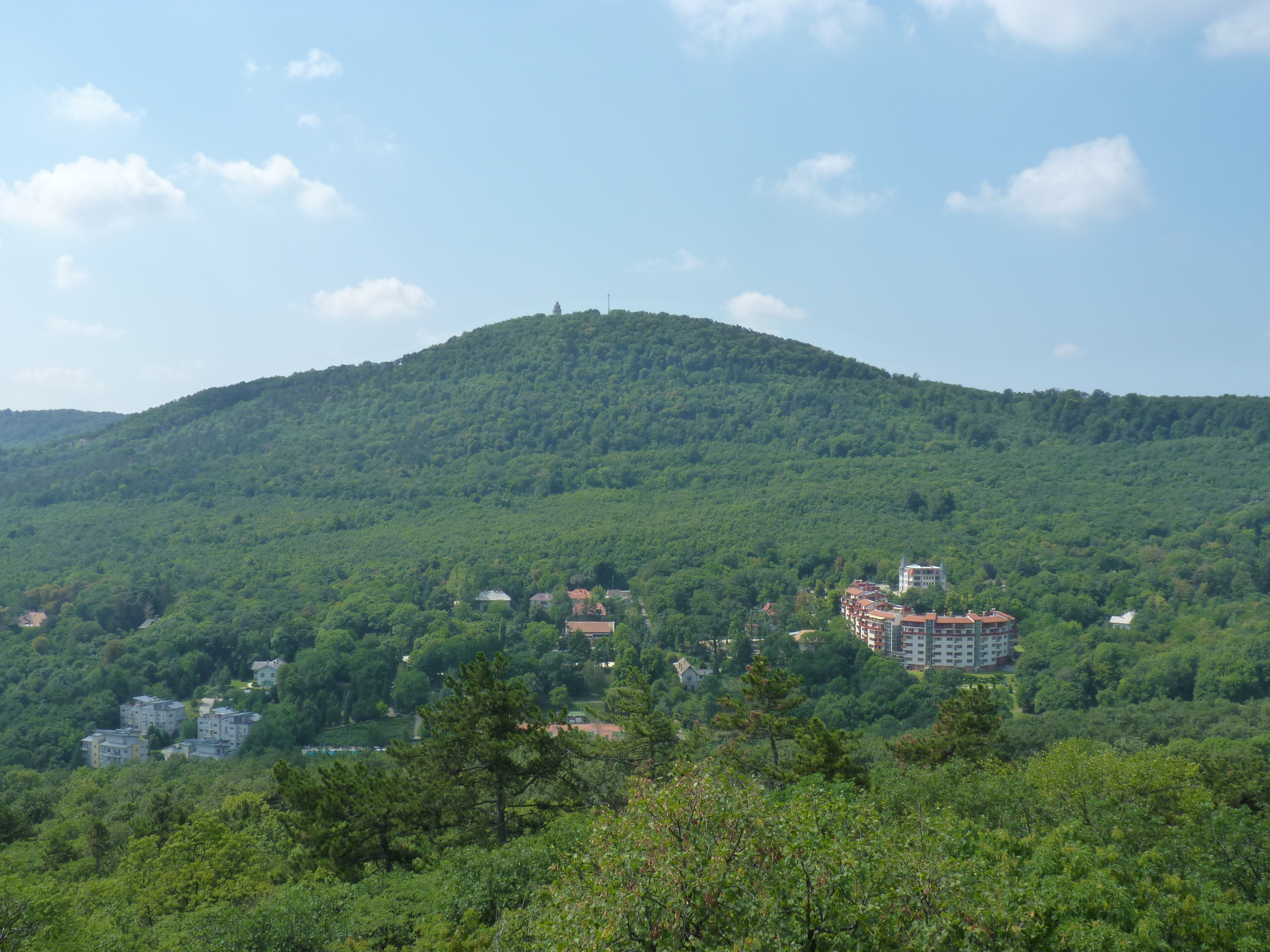

雅諾什山（匈牙利語：János-hegy）是位於匈牙利首都布達佩斯郊外的一座山峰，高528米。雅諾什山的山頂有一座伊麗莎白瞭望台，在此可一覽布達佩斯全市風景。雅諾什山也是布達佩斯市民重要的休閒地。